# Violenza domestica

Nastro viola utilizzato per promuovere la consapevolezza nei confronti della violenza domestica

La violenza domestica è il comportamento abusante di uno o entrambi i compagni in una relazione intima di coppia, quali il matrimonio e la coabitazione. Il termine è solitamente utilizzato per fare riferimento alla violenza tra partner, ma viene utilizzato talvolta per riferirsi alla violenza nei confronti dei figli, o più in generale la violenza all'interno della famiglia. L'Organizzazione mondiale della sanità considera quattro forme di violenza tra partner: atti di violenza fisica, violenza sessuale, violenza psicologica e comportamenti controllanti. La American Psychological Association include inoltre lo stalking e l'abuso economico. Tali comportamenti possono costituire reato a seconda della locale legislazione e della loro gravità.

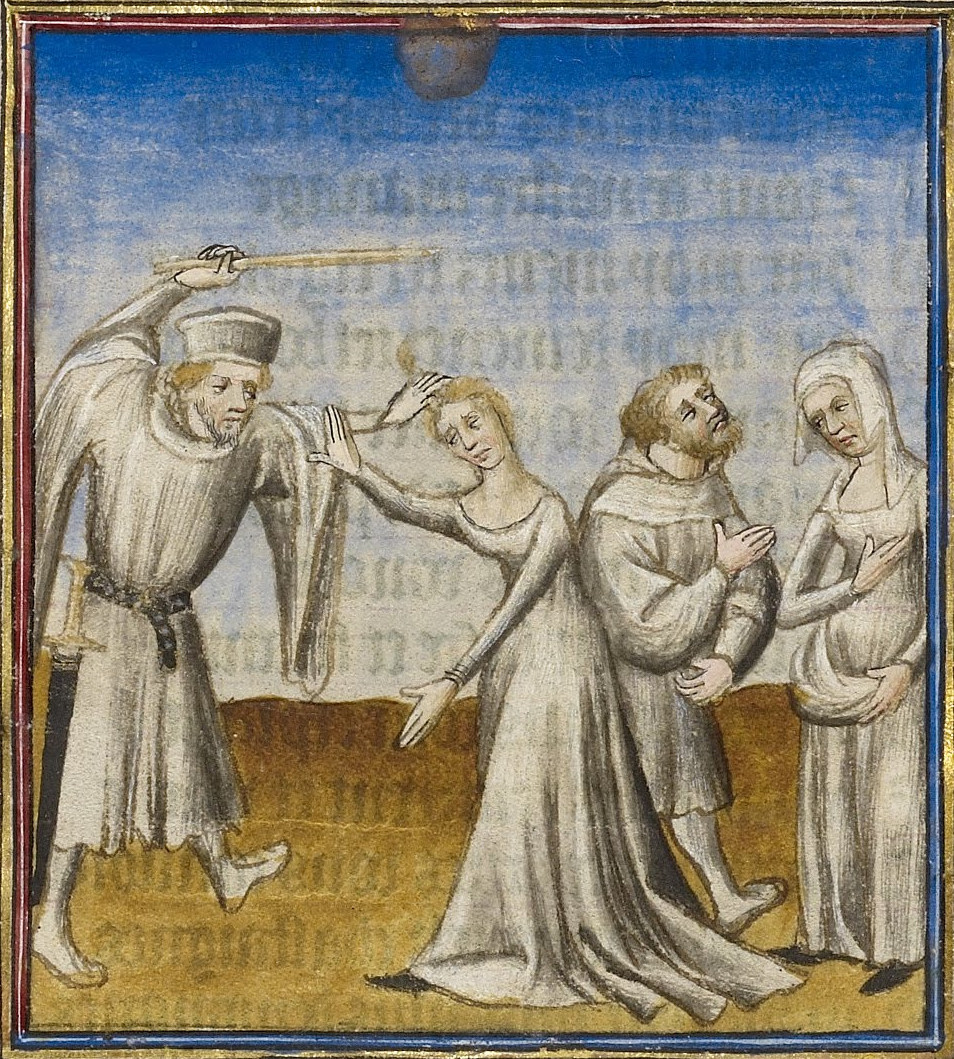
Uomo che picchia la moglie con un bastone, miniatura del Trecento

Negli anni settanta il movimento femminista richiamò l'attenzione sul fenomeno delle donne picchiate dai loro partner. Tale visione si è estesa ad includere fra le vittime di violenza domestica le donne non sposate ma conviventi e gli uomini vittima di violenze da parte delle loro mogli o compagne. Si possono riscontrare casi di violenza domestica anche tra coppie dello stesso sesso.

## Forme

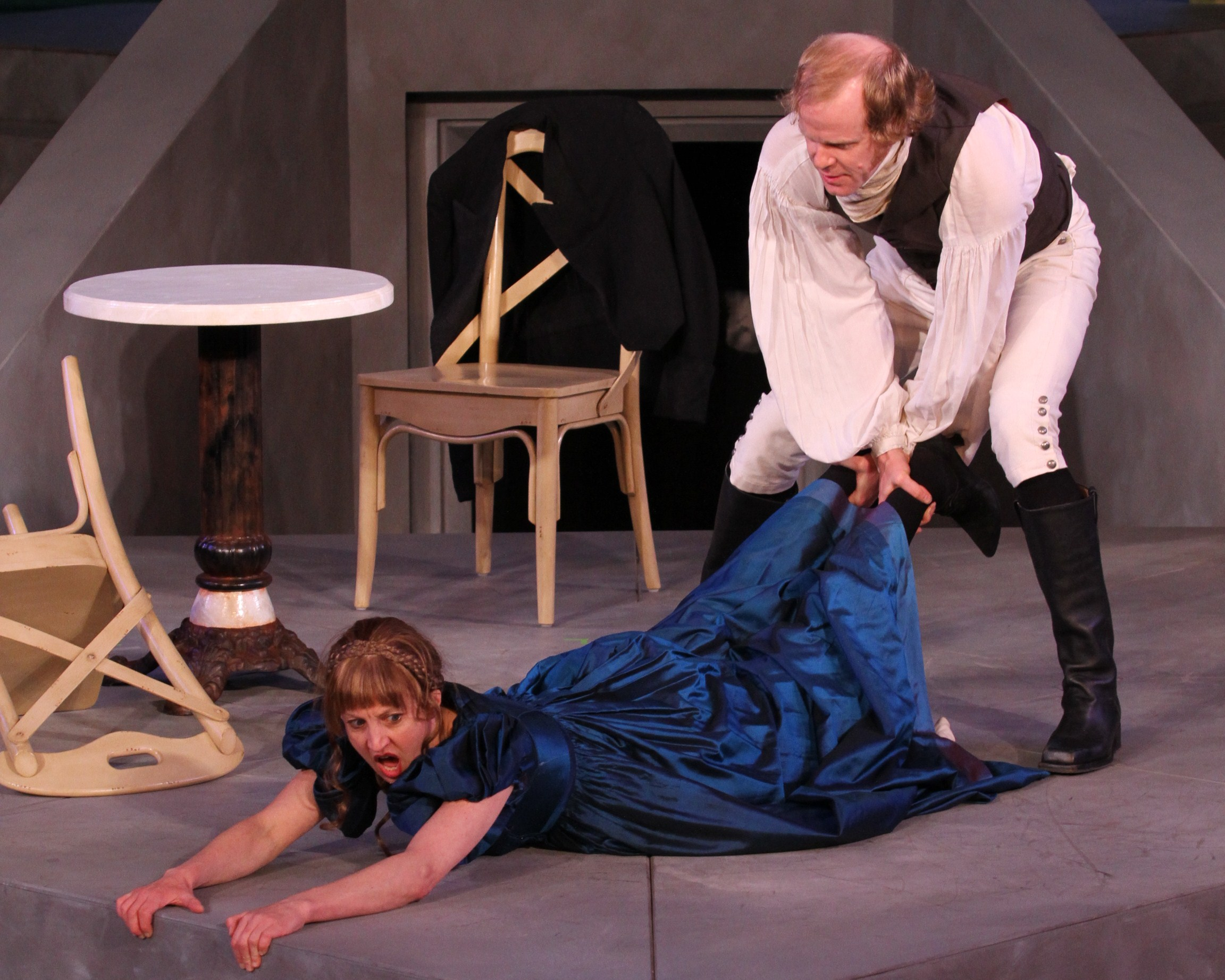
Una scena de La bisbetica domata, commedia di William Shakespeare

Il fenomeno può manifestarsi in una serie di forme diverse. Una situazione di violenza strutturale può comprendere più forme contemporaneamente e svilupparle additivamente nel tempo.

### Violenza fisica
La violenza fisica include una varietà di atti che spazia dagli schiaffi all'uccisione, e comprende comportamenti quali colpi, pugni, spintoni, strattoni, calci, strangolamento, attacchi mediante un'arma, immobilizzazione o impedimenti al movimento e mancato soccorso. Una forma particolarmente invalidante di violenza fisica è costituita inoltre dagli attacchi con l'acido. Le mutilazioni genitali femminili sono incluse nella categoria di violenza fisica.

### Violenza psicologica
La violenza psicologica (anche "violenza emotiva" o "abuso emotivo") include atti come la umiliazione, l'intimidazione, le minacce, le critiche molto intense, gli insulti, il danneggiamento o la tortura; essi possono essere indirizzati verso l'individuo stesso o verso i suoi amici, la sua famiglia, i suoi bambini, i suoi animali o le sue proprietà. Una delle forme più note di violenza psicologica è denominata gaslighting, nella quale vengono presentate alla vittima false informazioni con l'intento di farla dubitare della sua stessa memoria e percezione. Ma può anche essere semplicemente il negare da parte di chi ha commesso qualcosa che gli episodi siano mai accaduti, accusando la vittima di "essere pazza" e di "inventarsi le cose".

### Violenza sessuale
La violenza sessuale include un continuum di comportamenti che spazia da forme non fisiche di pressione che costringono la persona ad avere rapporti sessuali contro la propria volontà fino allo stupro con la forza. La definizione legale di stupro, secondo l'articolo 609-bis del codice penale, implica in questo atto una violenza, minaccia o un abuso di autorità. Esempi di questa categoria sono anche comportamenti come il fare del male intenzionalmente a qualcuno durante il rapporto sessuale, gli attacchi ai genitali (anche mediante oggetti), il tentare di avere rapporti sessuali con una persona non completamente conscia o che ha paura di rifiutare, il costringere un individuo ad avere rapporti senza protezione. Le mutilazioni genitali femminili sono incluse nella categoria di violenza sessuale.

### Violenza economica
La violenza economica o "abuso economico" include una serie di comportamenti raggruppabili in tre categorie: impedire l'acquisizione di risorse, impedire lo sfruttamento delle risorse disponibili e consumare le risorse della vittima. Alcuni esempi includono la limitazione dell'accesso a conti bancari, soldi contanti, fondi per spese casalinghe, comunicazioni telefoniche, trasporti o cure mediche. È possibile riscontrare inoltre sabotaggi attivi della situazione lavorativa della persona attraverso tattiche che impediscono di trovare un lavoro o di presentarsi al lavoro.

### Comportamenti controllanti
I comportamenti controllanti (o anche "controllo coercitivo") sono una serie di tattiche mirate alla erosione della libertà e della autonomia personale del partner. La Organizzazione Mondiale della Sanità include comportamenti quali l'isolamento di una persona da famiglia e amici, il monitoraggio dei suoi spostamenti, la limitazione del suo accesso a risorse finanziarie, la limitazione del suo accesso ad un impiego o alle cure mediche.

#### Stalking
Lo stalking comprende comportamenti ripetutamente assillanti o minacciosi quali seguire una persona, presentarsi al suo posto di lavoro o alla sua abitazione, fare costanti telefonate assillanti, vandalizzare le sue proprietà. Questi comportamenti sono solitamente accompagnati da minacce credibili di serio danneggiamento.

## Legalità
Diversi paesi mantengono legale la violenza domestica oppure non hanno adottato misure per vietarne l'accaduto, la maggior parte a maggioranza musulmana, fra cui alcuni dei paesi considerano la disciplina delle mogli come un diritto del marito, ad esempio In Iraq. La violenza sulle donne talvolta è giustificata dalle donne stesse, ad esempio il 60% delle donne del Mali afferma che i mariti abbiano il diritto di usare la violenza a scopo correttivo. Invece in Afghanistan il 92% delle donne afferma che i mariti abbiano il diritto di usare la violenza e il risultato della statistica afghana risulta favorevole alla violenza indipendentemente dal livello di istruzione delle donne a cui è stato chiesto.
- Afghanistan
- Algeria
- Burkina Faso
- Haiti
- Libano
- Repubblica Democratica del Congo
- Armenia
- Costa d'Avorio
- Russia
- Egitto
- Camerun
- Yemen
- Lettonia
- Lesotho
- Mali
- Uzbekistan
- Siria
- Iran
- Iraq
- Pakistan
- Arabia Saudita
- Niger
- Kenya

## Identikit del maltrattante

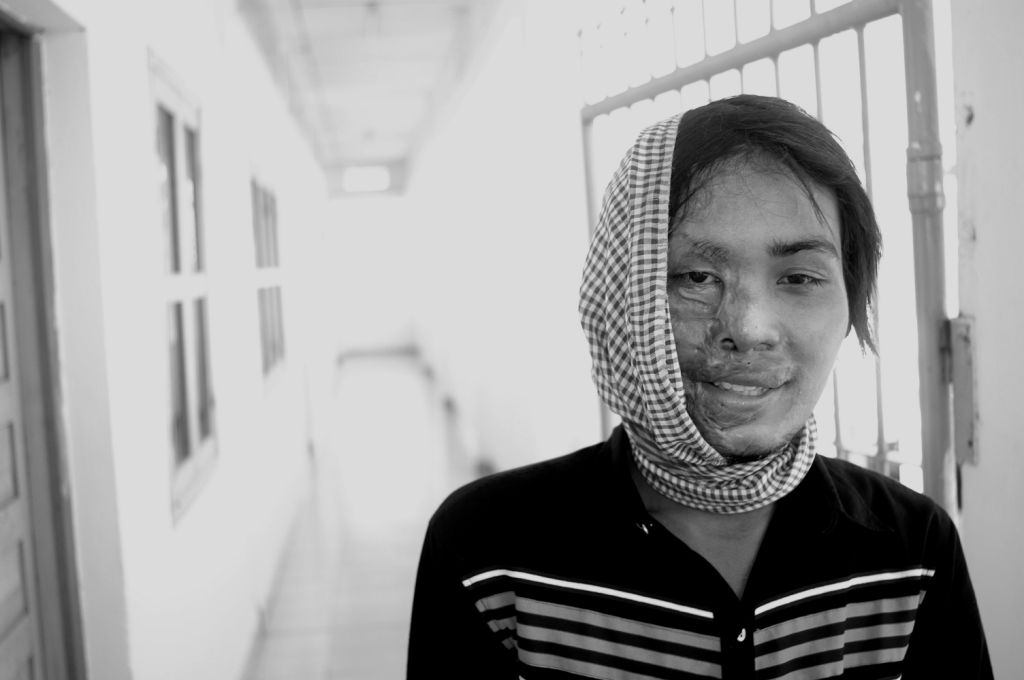
Una vittima di un attacco acido in Cambogia

Benché i mass media tendano ancora oggi a descrivere la modalità d'azione del maltrattante come un "raptus", molti specialisti del settore concordano nel ritenere che non si tratti quasi mai di casi ascrivibili a una perdita momentanea di controllo.
A livello psicologico, il maltrattante è spesso identificato come un narcisista maligno, ovvero con una persona che ha tratti antisociali, paranoici e sadici del disturbo di personalità. Il narcisismo maligno infatti è associato a molte forme di violenza quali il maltrattamento psicologico e fisico, l'abuso infantile, la molestia sessuale, lo stalking, nonché l'omicidio e il terrorismo.
(Domenico De Berardis)
Non di rado, la relazione che il narcisista maligno instaura con la vittima è di dipendenza affettiva. Il narcisista maligno si preoccupa di mantenere un'apparenza di rispettabilità; per questo motivo cerca di crearsi un gruppo di complici, persone che riesce a convincere del suo valore e delle sue buone intenzioni.

### Fattori di rischio
Alcuni fattori possono amplificare il rischio di violenza in quanto accentuano alcuni comportamenti che potrebbero restare latenti: per esempio la perdita del lavoro, l'uso di alcol o di droghe. Il Dipartimento di Psicologia, Seconda Università degli Studi di Napoli con l’Associazione Differenza Donna, Onlus ha elaborato un questionario per l'autovalutazione del rischio.

## Le indagini statistiche

Le mutilazioni genitali femminili (MGF) sono concentrate in 29 paesi con ampie variazioni di prevalenza. MGF sono incluse nella definizione dell'Organizzazione mondiale della sanità di violenza sessuale.

Una delle problematiche principali dello studio sulla violenza intrafamiliare resta quello della valutazione dimensionale del fenomeno (a fronte della grande incidenza del numero oscuro).
La difficoltà di pervenire ad una definizione comune del fenomeno della violenza domestica costituisce soltanto un aspetto: le differenze, talora molto spiccate presenti nelle stime proposte dalle fonti scientifiche, istituzionali, giornalistiche poggiano su un complesso di ragioni, fra le quali va annoverata la varietà delle metodologie di indagine.
Varie sono le fonti (sanitarie, di polizia, giudiziarie, statistiche, centri antiviolenza, telefono rosa, etc.) dalle quali derivano le informazioni su cui si basano i diversi studi.
Il punto di criticità di tali raccolte di informazioni, riguarda la completezza e l'attendibilità delle stesse, difatti la maggior parte delle stime riportate in letteratura sono il frutto di estrapolazioni operate su campioni non rappresentativi.
Alcune casistiche riportano criticità nei dati specifiche. Ad esempio, nel caso delle violenze domestica perpetrata contro gli uomini, vi sono indizi che gli uomini siano più restii a comunicare all'esterno tali violenze, anche con altri stessi uomini.
Dal 2010 al 2012 dei ricercatori in materia di violenza domestica dagli Stati Uniti, Canada e Regno Unito hanno raccolto il Partner Abuse State of Knowledge, un database di ricerche contenente 1700 studi in peer-review, il più grande nel suo genere, da cui risulta che il 59,7% dei casi riportati di violenza da parte del partner sono bidirezionali, il 13,8% sono unidirezionali da maschio a femmina e il 28,3% sono unidirezionali da femmina a maschio.

### Le indagini a campione
Alcune indagini - quali quelle realizzate dall'Istituto Nazionale di Statistica e/o da Enti di ricerca come il Censis - hanno optato per tecniche di campionamento casuale, volte alla rilevazione dei dati tramite survey condotte attraverso indagini telefoniche e interviste dirette di testimoni cosiddetti "privilegiati".
Per procedere a tale tipologia di indagine agli operatori sono fornite le caratteristiche costitutive del campione (sesso, classi di età, istruzione, traumi, etc..), nonché le istruzioni riguardanti il numero di persone da intervistare. L'obiettivo è quello di ottenere un campione nel quale i sessi, i gruppi di età e tutte le altre caratteristiche specificate siano rappresentative - in termini proporzionali e con una variabilità più ridotta possibile - rispetto alla popolazione di riferimento. I campioni sono "indagati" mediante le cosiddette "inchieste di vittimizzazione" o "interviste confidenziali" - a seconda che i soggetti siano le vittime o gli autori delle condotte in esame - tramite intervista anonima, telefonica o scritta (questionari strutturati).
Spesso le fonti dei dati da analizzare derivano da dati raccolti dai centri antiviolenza e dai Telefoni donna locali o nazionali. Tali Centri accolgono migliaia di donne che subiscono violenza, ma non sono rappresentativi rispetto ad una statistica trasversale sulla diffusione del fenomeno in quanto si riferiscono solo a quelle donne che chiedono aiuto alle associazioni.
Nel 2017 l'Associazione  DiRe Donne in Rete contro la violenza, associazione nazionale che raccoglie 80 centri antiviolenza in Italia, ha raccolto oltre 20.000 casi di donne che hanno subito una violenza, di cui l'80% di tipo domestico.

## Prevalenza

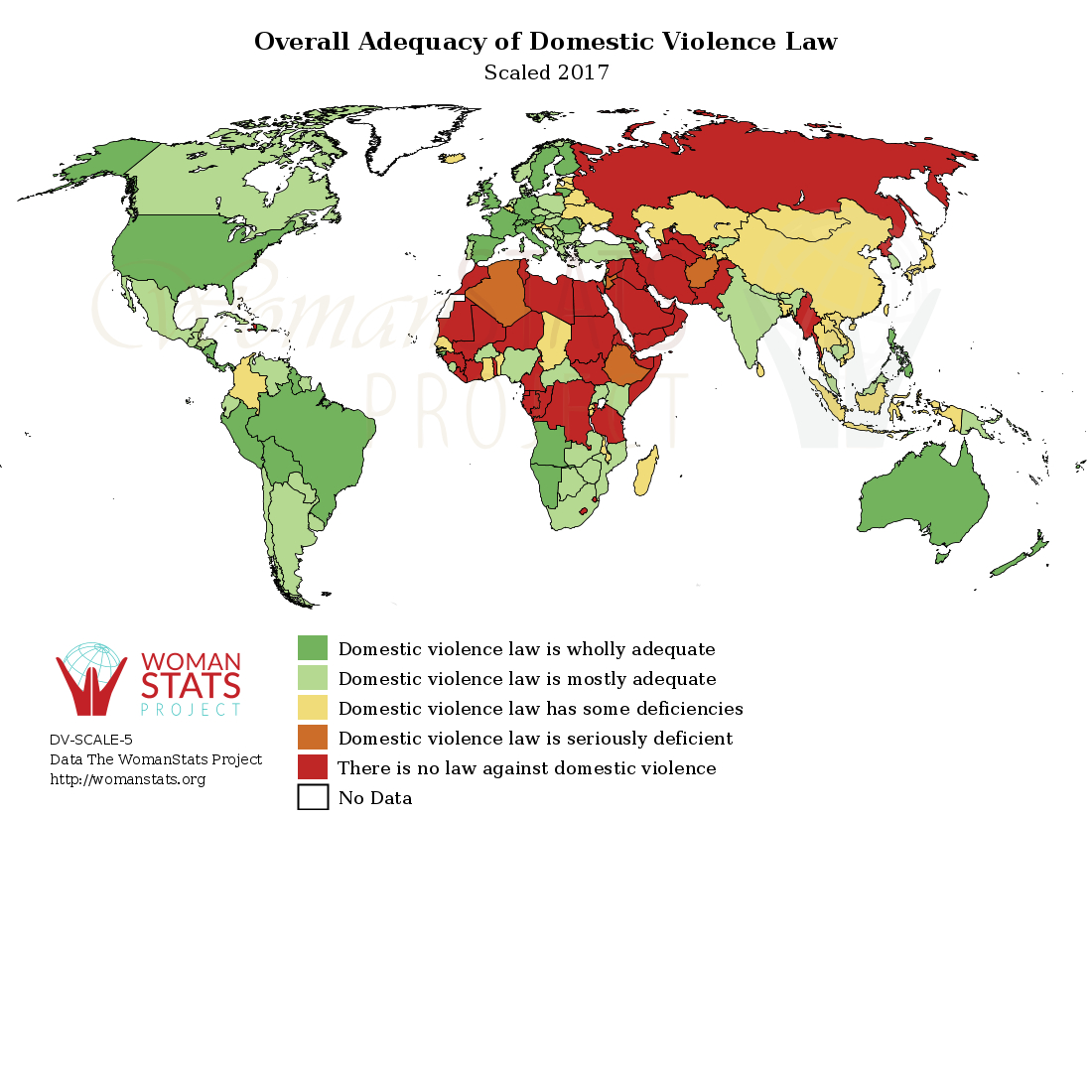
Mappa mondiale dell'esistenza di leggi contro la violenza domestica e del loro potenziale per contrastare il problema.

La maggioranza degli studiosi concorda nell'attribuire un'estensione assai ampia a questa categoria di condotte violente. Tutti i dati empirici confermano che, per una donna, il rischio di subire violenza da parte di un altro membro della famiglia è mediamente assai più elevato rispetto a quello di essere aggredita per strada da sconosciuti e si può ritenere che episodi di violenza fisica di una certa serietà si verifichino, almeno una volta, nel 30% di tutti i nuclei familiari.

### Indagine a campione dell'ISTAT del 2006[30][31]
(Kofi Annan, Nazioni Unite, 1999)
L'indagine svolta nel 2006 dall'Istat è dedicata al fenomeno della violenza fisica e sessuale contro le donne ed è stata la prima indagine "vittimologica" completa per l'Italia. Tale indagine ha ottenuto un buon riscontro a livello mediatico e scientifico anche a livello internazionale.
Attraverso questo studio si è indagato il fenomeno all'origine e, quindi, indipendentemente dal legame affettivo, familiare o parentale con l'autore dell'atto violento, tramite la scelta metodologica del cosiddetto "campionamento a quote". L'indagine si è svolta tramite l'intervista telefonica a donne comprese tra 16 e 70 anni, su un campione complessivo di 25.000 donne.
I risultati dell'indagine, rielaborati su base statistica, quantificano la dimensione in Italia in:
- 6.743.000 le donne da 16 a 70 anni vittime di violenza fisica o sessuale nel corso della vita; negli ultimi 12 mesi del 2006 il numero delle donne vittime di violenza ammonta a 1.150.000;
- 900.000 i ricatti sessuali sul lavoro.

L'analisi fornisce alcuni raffronti tra violenza avvenuta all'interno della famiglia ed evento violento attribuito a "sconosciuti":
- 14,3% delle donne ha subito almeno una violenza fisica o sessuale all'interno della relazione di coppia (da un partner o da un ex partner) mentre il 24,7% da un altro uomo;
- le violenze non denunciate sono stimate attorno al 96% circa se subite da un non partner, al 93% se subite da partner;
- la maggioranza delle vittime ha subito più episodi di violenza, nel 67,1% da parte del partner, nel 52,9% da non partner, nel 21% violenza sia in famiglia che fuori;
- 674.000 donne hanno subito violenze ripetute da partner e avevano figli al momento della violenza.

Da un punto di vista territoriale il Centro Italia ed il Nord-est e le aree di grande urbanizzazione presentano i tassi più elevati di molestie rispetto a Sud e Isole.

### Indagine a tappeto dell'Osservatorio nazionale violenza domestica (ONVD) del 2006[29]

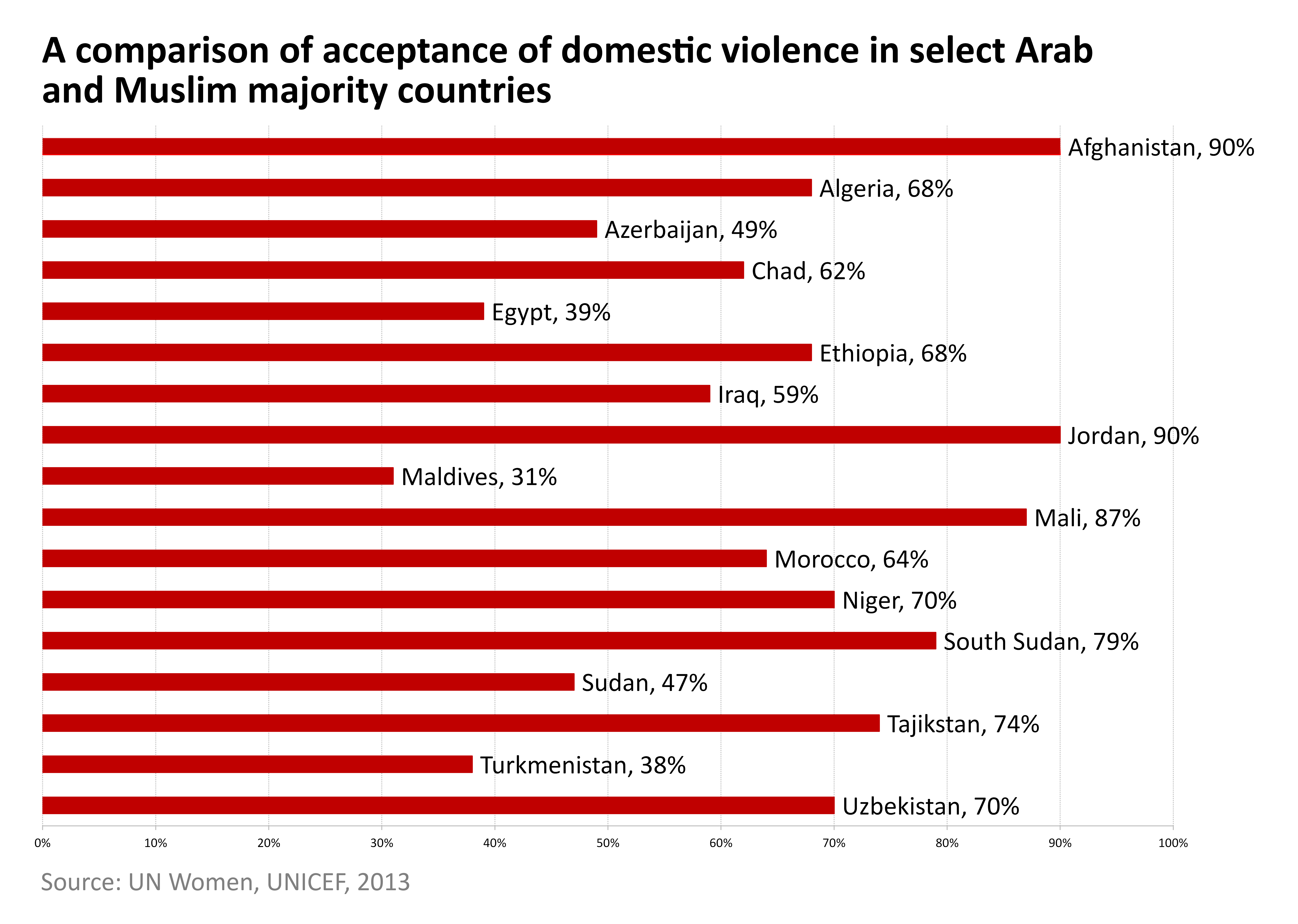
Accettazione del diritto del partner maschio di colpire o picchiare un partner femminile tra donne di età compresa tra 15 e 49 anni nei paesi a maggioranza araba e musulmana.

Un'indagine del 2006, anche se riferita alla sola provincia di Verona (popolazione al 2006 pari a 870.122 persone - fonte ISTAT), ha analizzato il fenomeno della violenza domestica in un determinato arco cronologico.
Questi i risultati:
- 2.706 sono state le richieste di intervento a una o più istituzioni;
- 2.373 è il numero degli eventi segnalati;
- 2.284 è il numero delle vittime direttamente oggetto di violenza domestica;
- le vittime sono per il 64,8% femmine, per il 33,9% maschi; gli autori sono maschi nel 68,5%, femmine nel 27,7%;
- la maggioranza delle vittime è di nazionalità italiana (71,6%), il 28,4% è straniera;
- assunzione di alcol, "futili motivi" e problemi connessi alla separazione o alla rottura della coppia sono le motivazioni delle condotte violente maggiormente esplicitate;
- nel 70,5% la vittima è percossa con pugni, calci ecc. per lo più al capo, al volto o al collo; oltre il 40% presenta lesività (contusioni, ecchimosi, ematomi etc..) in molteplici sedi corporee;
- nel 40,2% dei casi il periodo di malattia supera la settimana (nel 5,6% non è quantificabile in sede di Pronto Soccorso, essendo seguito il ricovero in ambito ospedaliero);
- nel 30% dei casi si tratta di “violenza reciproca”, ove entrambe le parti sono vittima e autore nel medesimo episodio o in momenti diversi;

Per quanto riguarda le ipotesi di reato formulate in sede penale, questi sono stati i risultati:
- 10 gli omicidi e 6 i tentati omicidi;
- 148 i maltrattamenti in famiglia;
- 20 sono i casi per i quali è stata formulata ipotesi di reato di atti sessuali con minorenne;
- 16 le violenze sessuali.